# Isochromodes fallax
Isochromodes fallax är en fjärilsart som beskrevs av Paul Dognin 1911. Isochromodes fallax ingår i släktet Isochromodes och familjen mätare. Inga underarter finns listade i Catalogue of Life.